# آلروسا
آلروسا باللغة الروسية (АЛРОСА) هي مجموعة روسية متخصصة في تعدين الألماس، تتخصص في استكشاف وتعدين وتصنيع وبيع الألماس. تعتبر الشركة رائدة في العالم في مجال استخراج الأماس من حيث الكمية. 

## الموقع
تتم أنشطة التعدين في غرب ياكوتيا ومنطقة أرخانجيلسك وأفريقيا .

## الأهمية
تعتبر آلروسا شركة روسية رائدة في مجال الألماس في روسيا حيث تمثل 95٪ من إنتاج الألماس في البلاد و27٪ من عمليات استخراج الأماس العالمية.  

## المقر
يقع مقر الشركة في ميرني ( جمهورية ساخا ) وموسكو .

## روابط خارجية
- الموقع الرسمي
 (النسخة الإنجليزية)